# Caridina babaulti
Caridina babaulti е вид десетоного от семейство Atyidae. Видът не е застрашен от изчезване.

## Разпространение и местообитание
Разпространен е в Индия, Ирак и Иран.
Обитава сладководни басейни, реки и потоци.